# DICエンターテイメント
DICエンターテイメント（英語: DIC Entertainment Corporation）は、かつて存在したアメリカのアニメ制作会社である。2008年にクッキー・ジャー・エンターテインメントに買収された後、DHXメディア（現：ワイルドブレイン）へ継承された。1971年にフランスのジャン・シャロピンによってルクセンブルクのRTLグループの製造部門として設立された。

## 制作作品
- ソニックシリーズ
  - アドベンチャーズ・オブ・ソニック・ザ・ヘッジホッグ
  - ソニック・ザ・ヘッジホッグ (テレビアニメ)
  - ソニック・アンダーグラウンド
- スーパーマリオシリーズ
  - ザ・スーパーマリオブラザーズ・スーパーショー!
  - ザ・アドベンチャー・オブ・スーパーマリオブラザーズ3
  - スーパーマリオワールド (TVアニメ)
- 脅威のデニス
- ストリートシャークス
- エクストリームダイナソーズ
- バトルトード
- キャプテン・プラネット
- スーパー・ドゥーパー・スモズ
- ガジェット警部
- スーパーヒューマン・サムライ・サイバー・スクワッド
- おちゃめな魔女サブリナ
- マッハGoGoGo ※英語吹き替え版
- 美少女戦士セーラームーン (テレビアニメ) ※英語吹き替え版